# Campionat d'Espanya de roller derby
El Campionat d'Espanya de roller derby (en castellà: Campeonato de España de roller derby) és una competició esportiva de clubs espanyols de roller derby, creada el 2016. De caràcter anual, està organitzat per la Reial Federació Espanyola de Patinatge. El campionat va fundar-se amb nou equips estatals, essent el Barcelona Roller Derby l'únic representant català. A partir de l'any 2017 va introduir-se la categoria masculina.
El dominador de la competició és el Roller Derby Madrid amb tres títols.

## Historial
| En negreta = Equip guanyador Nota: Noms dels equips segons l'època. |

| Edició | Temporada | Data       | Campió                  | Resultat | Subcampió           | Seu                                | refs  |
| ------ | --------- | ---------- | ----------------------- | -------- | ------------------- | ---------------------------------- | ----- |
| I      | 2016      | 09-07-2016 | RD Madrid (1)           | 188-108  | RD Tenerife         | Polideportivo de la Via, Coslada   | [ 3 ] |
| II     | 2017      | 09-07-2017 | RD Madrid (2)           | lligueta | RD Vigo             | Vigo                               | [ 4 ] |
| III    | 2018      | 18-06-2018 | RD Madrid (3)           | lligueta | Vulcano Derby Girls | Pabellón Siglo XXI, Saragossa      | [ 5 ] |
| IV     | 2019      | 15-06-2019 | Club Vulcano-Molina (1) | lligueta | CDT                 | Poliesportiu El Cabanyal, València | [ 6 ] |
| V      | 2020      |            |                         |          |                     |                                    |       |

## Palmarès
| Equip                 | Campió | Subcampió | Finals | Anys campió      | Anys subcampió |
| --------------------- | ------ | --------- | ------ | ---------------- | -------------- |
| Roller Derby Madrid   | 3      | 0         | 3      | 2016, 2017, 2018 | —              |
| Vulcano Derby Girls   | 1      | 1         | 1      | 2019             | 2018           |
| Roller Derby Tenerife | 0      | 1         | 1      | —                | 2016           |
| Roller Derby Vigo     | 0      | 1         | 1      | —                | 2018           |
| CP Ciutat del Túria   | 0      | 1         | 1      | —                | 2018           |